# Latham, Kansas
Latham är en ort i Butler County i Kansas. Vid 2010 års folkräkning hade Latham 139 invånare.